# 스트셸체드레즈덴코군

루부시주 지도에 표시된 스트셸체드레즈덴코군의 위치

스트셸체드레즈덴코군(폴란드어: powiat strzelecko-drezdenecki)은 폴란드 루부시주에 위치한 군으로 군청 소재지는 스트셸체크라옌스키에이며 면적은 1,390km2, 인구는 55,018명(2019년 6월 30일 기준), 인구 밀도는 40명/km2이다.
북쪽으로는 서포모제주 호슈치노군, 북동쪽으로는 서포모제주 바우치군, 동쪽으로는 비엘코폴스카주 차른쿠프트슈치안카군, 남동쪽으로는 비엘코폴스카주 미엥지후트군, 남쪽으로는 미엥지제치군, 남서쪽으로는 고주프군, 서쪽으로는 서포모제주 미실리부시군과 접한다. 5개 지방 자치체(3개 도시형 농촌, 2개 농촌)를 관할한다.

군기
군 문장